# Cylindromyia hermonensis
Cylindromyia hermonensis är en tvåvingeart som beskrevs av Kugler 1974. Cylindromyia hermonensis ingår i släktet Cylindromyia och familjen parasitflugor.
Artens utbredningsområde är Israel. Inga underarter finns listade i Catalogue of Life.